# La Voyageuse inattendue
Pour plus de détails, voir Fiche technique et Distribution.
La Voyageuse inattendue est un film français réalisé par Jean Stelli, sorti en 1950.

## Synopsis
Marc, photographe, s'emploie par amour à aider Dany, une voleuse de voitures, à se remettre dans le droit chemin : il lui propose de travailler avec lui, comme modèle. Mais les anciens complices de la jeune femme compromettent cette action.

## Fiche technique
- Titre : La Voyageuse inattendue
- Réalisation : Jean Stelli
- Scénario : Max Kolpé et Billy Wilder (le film est un remake de Mauvaise Graine[1])
- Photographie : Robert Lefebvre
- Ingénieur du son : Lucien Lacharmoise
- Décors : Jacques Colombier
- Montage : Andrée Laurent
- Directeur de production : Georges Bernier
- Société de production : Sirius Films (Paris)
- Pays de production : France
- Format : Noir et blanc  - 1,37:1 - 35 mm - Son mono
- Genre : Policier
- Durée : 88 min
- Date de sortie : 
  - France : 13 janvier 1950

## Distribution
- Georges Marchal : Marc
- Dany Robin : Dany
- Lucienne Le Marchand : Hélène
- Jean Tissier : Jacques
- Albert Dinan : Dudule
- Robert Berri : Paolo
- René Hell : Adrien
- Ginette Baudin : Pamela
- Maxime Fabert
- Nicolas Amato